# Rio Cotur
Cotur (em turco: Kotur; em azeri: Qotur; em armênio: Կոտուր) é um rio do planalto Armênio, um tributário direito do rio Araxes. Tem 170 quilômetros de comprimento. Começa na encosta ocidental da cordilheira de Cotur (Vaspuracânia), de onde flui a leste para fora da cordilheira. Depois, vira para nordeste, onde recebe os tributários Alande (Ałand) e Al (Ał) pela esquerda, e o tributário Marande (Zilbir) pela direita, e se funde ao Araxes na planície de Naquichevão. É abastecido por água de degelo e chuva, com pico em abril-maio.